# جرائم قتل سنوتاون
كانت جرائم القتل في سنوتاون (المعروفة أيضًا باسم جرائم القتل في البراميل) سلسلة من جرائم القتل التي اقترفها جون جاستن بانتنج، وروبرت جو واغنر، وجيمس سبيريدون فلاساكيس بين أغسطس 1992 ومايو 1999، في أديلايد، جنوب أستراليا وما حولها. كذلك شخص رابع أدين وهو مارك هايدن، انخرط للمساعدة في التخلص من الجثث. تعد محاكمتهم واحدة من أطول القضايا وأكثرها انتشارًا في التاريخ القانوني الأسترالي.
ُُعُثر على غالبية الجثث في براميل في قبو بنك مهجور في Snowtown ، جنوب أستراليا، لأجل هذا اشتقت الصحافة عنوانا لجرائم القتل. قُتل واحد فحسب من الضحايا في سنوتاون نفسها، التي تبعد حوالي 140 كيلومتر (87 ميل) شمال أديلايد، ولم يكن الضحايا الإثني عشر ولا الجناة الثلاثة من البلدة. على الرغم من عدم وضوح الحافز جراء جرائم القتل، إلا أن بونتينغ أقنع القتلة بأن الضحايا كانوا من المتحرشين بالأطفال أو المثليين أو «الضعفاء». فبعض الضحايا قبيل عملية قتلهم عُذبوا، وبُذلت جهود لتحديد هوية المجني عليهم ومدفوعات الضمان الاجتماعي والحسابات المصرفية.
جرائم القتل الشنيعة شوهت سمعة Snowtown وتركت وصمة عار حيث فكرة السلطات بتغيير اسم المدينة وهويتها، إلا أنها عززت من اقتصادها قصير الأجل من قبل السياح الذين يتهافتون لزيارتها.

## التحقيق
في البداية، عُثر على جثة كلينتون تريزيس في لوار لايت في عام 1994،  فبالرغم من عدم وجود أي علاقة أو ترابط مع Bunting آن ذاك. وبالمثل، كذلك بالنسبة لهلاك توماس تريفيليان في عام 1997 الذي كان لا تربطه صله ببونتينغ فبني موته على أساس الانتحار الذي بين فيما بعد عكس ذلك، كانت تحقيقات الشرطة في اختفاء إليزابيث هايدون هي التي قادتهم في النهاية إلى سنوتاون، وفي 20 مايو 1999، عثرت شرطة جنوب أستراليا على رفات ثمانية ضحايا في ستة براميل بلاستيكية في قبو بنك مهجور. لهذا السبب، أطلق على جرائم القتل اسم «جرائم القتل في البراميل».
يُعتقد أن الجثث كانت محتجزة في أماكن متفرقة في جنوب أستراليا قبل نقلها إلى سنوتاون في عام 1999. ويعتقد المدعون أن الجناة نقلوا الجثث بعد أن علموا بتحقيقات الشرطة الجارية. فعُثر على جثتين أخريين مدفونتين في الفناء الخلفي لمنزل بانتينج في أديلايد. فيما بعد، ألقت الشرطة القبض على بونتينج وفاجنر ومارك هايدون واتهمتهم في 21 مايو 1999 بارتكاب جرائم القتل، ثم ألقي القبض على فلاساكيس في 26 مايو 1999. في أثناء الاعتقال، كان فلاساكيس يعيش في منزل بانتنغ.

## المحاكمة والعقاب
واصلت محاكمة كل من بونتينج وفاجنر قرابة اثني عشر شهرًا، وهي الأطول في تاريخ جنوب أستراليا. في ديسمبر 2003،  أدين بونتينج باقتراف 11 جريمة قتل،  وفاجنر بعشر جرائم قتل، أقر بارتكاب ثلاث جنايات فقط. كذلك أقر فلاساكيس بالذنب بأربع جرائم قتل. ففي عام 2004، أدين هايدون بخمس تهم لانخراطه في جرائم القتل وأقر باثنتان. فلم تتوصل هيئة المحلفين إلى قرار بشأن تهمتي قتل هايدون، وتهمة أخرى لمشاركته في عملية القتل، فصرحت المدعية العامة، ويندي أبراهام، بأنها ستبذل قصارى جهدها لإعادة المحاكمة بهذه التهم. تم إسقاط التهم النهائية ضد Bunting و Wagner - وهو قتل Suzanne Allen - في 7 مايو 2007، عندما لم تتمكن هيئة المحلفين من التوصل إلى حكم.
قرر القاضي بريان روس مارتن  أن بانتنغ كان يترأس العصابة، وحكم عليه بـ 11 عقوبة متتالية من السجن مدى الحياة دون إمكانية إطلاق سراح مشروط. ثم حكم على وانغر بـ 10 فترات متتالية في ظل نفس الظروف، وفي أثناء صدور الحكم ضده صرح قائلاً: بأن المتحرشين يقومون بأمور غير أخلاقية، فلم تفعل السلطات أي شيء تجاههم، فنتيجة لذلك قمت بما يلزم. وحكم على فلاساكيس بأربعة أحكام متتالية بالسجن المؤبد مع فترة عم إطلاق سراح مشروط مدته 26 عاما، وحكم أيضا على هايدون بالسجن 25 عاما مع عدم إطلاق سرا مشروط.
أٌصدر أكثر من 250 قرارًا بعدم نشر تفاصيل هذه الدعوى. وفي أوائل عام 2011، رفع القاضي الطلبات المتبقية استجابة لطلب من منتجي فيلم Snowtown ، وهو تصوير درامي يحاكي جرائم القتل والأحداث التي أدت إلى وقوعها.

## الضحايا
- كلينتون تريزيس ، 22 عامًا، قُتلت في 31 أغسطس 1992، عثر على جثة في 16 أغسطس 1994 [9]
- راي ديفيز ، 26 عامًا، قُتل في ديسمبر 1995، عثر على الجثة في 26 مايو 1999 [9]
- سوزان ألين ، صديقة بانتنج السابقة، 47 عامًا، توفيت في نوفمبر 1996، تم العثور على الجثة في 23 مايو 1999 (تمت محاكمة الجناة ولكن لم تتم إدانتهم نتيجة هيئة محلفين معلقة؛ لم يتم محاكمة قضيتها مرة أخرى، ولكن يُعتقد أنها كانت على الأرجح ضحية درسة) [9][10]
- ميشيل جاردينر (من مواليد مايكل جاردينر) ، 19 عامًا، قُتلت في سبتمبر 1997، عثر على الجثة في 20 مايو 1999 [9]
- فانيسا لين (باري لين) ، شريك فاغنر السابق، 42 عامًا، قتل أكتوبر 1997، العثور على الجثة في 20 مايو 1999 [9]
- توفي آخر شريك لتوماس تريفليان فانيسا لين، 18 عامًا، في 5 نوفمبر 1997، وعثر على الجثة في 5 نوفمبر 1997 في كيرسبروك [9][11]
- غافن بورتر ، صديق فلاساكيس، 29 عامًا، قتل أبريل 1998، العثور على الجثة في 20 مايو 1999 [9]
- تروي يود ، الأخ غير الشقيق لفلاساكيس، 21 عاماً، قُتل في أغسطس / آب 1998، وعُثر على الجثة في 20 مايو / أيار 1999 [9]
- فريدريك بروكس ، 18، قتل في سبتمبر 1998، العثور على الجثة في 20 مايو 1999 [9]
- غاري اودوير ، 29 عاما، قتل في أكتوبر 1998، العثور على الجثة في 20 مايو 1999 [9]
- إليزابيث هايدون ، زوجة مارك هايدون وخالة فريدريك بروكس، 37 عامًا، قتلت في 21 نوفمبر 1998، تم العثور على الجثة في 20 مايو 1999 [9][12]
- ديفيد جونسون ، شقيق فلاساكيس، 24، قتل في 9 مايو 1999، العثور على الجثة في 20 مايو 1999 [9]

## الجناة
اشترك الكثير من الأشخاص د في جرائم القتل: وهم جون بونتينج وروبرت واجنر ومارك هايدون أدينوا جميعًا بالقتل؛ بالإضافة إلى ذلك، أقر جيمس فلاساكيس بالذنب في أربع جرائم قتل وقدم شهادة مقابل عقوبة مخففة.
قٌدر لجون جاستن بونتنينغ (من مواليد 4 سبتمبر 1966 في إينالا، كوينزلاند) ليكون قائد القتلة. فعندما كان يبلغ من العمر 8 سنوات، تعرض بونتينغ للضرب والاعتداء الجنسي من قبل الأخ الأكبر لصديقه. وبحسب التقارير، يتلذذ جون بالسلاح والتصوير وعلم التشريح "، فكلما كبر زادت كراهيته الشديدة لمحبّي الأطفال والمثليين جنسياً. في سن الثانية والعشرين، عمل بونتينج في مسلخ، وبحسب المحضر كان يتباهى بذبح الحيوانات، قائلاً إن هذا جل ما انعم به. :1انتقل Bunting إلى منزل يكمن في Salisbury North ، جنوب أستراليا في عام 1991 فكون صداقة مع جيرانه Mark Haydon و Robert Wagner. كانت فانيسا لين، الشريكة الرومانسية لفاجنر (باري لين سابقًا)، امرأة متحولة جنسيًا لها تاريخ من الاعتداء الجنسي على الأطفال (بدأت علاقتهما عندما كان واغنر في الرابعة عشرة من عمره).
روبرت جو واجنر (من مواليد 28 نوفمبر 1971 في باراماتا، نيو ساوث ويلز) كان صديقًا لـ Bunting في عام 19دعم بونتينغ واغنر على الانغماس في جرائم القتل المتنوعة.
مارك راي هايدون (من مواليد 4 ديسمبر 1958)، أحد معاوني Bunting ، كان في البداية موضوع «أوامر قمع أو أحكام قانونية تحظر النشر» وبالتالي لا يمكن تحديده على أنه أي شيء آخر غير الجاني المزعوم. في يناير 1999، ورد في المحضر أنه استأجر مبنى بنك الدولة المهجور في سنوتاون. :242توصلت هيئة المحلفين إلى طريق مسدود بشأن مقتل زوجة هايدون، إليزابيث هايدون، وتروي يود. لم يعاد النظر في المحاكمة في تهم القتل عندما اعترف هايدون بالذنب لمشاركة القتلة السفاحين في التخلص من جثتي إليزابيث ويود.

## تأثر المجتمع
أدت شهرة جرائم القتل إلى تعزيز اقتصادي قصير المدى من قبل السياح الذين يزورون سنوتاون،  ولكن تركت وصمة عار دائمة. ذكرت The Age في عام 2011 أن Snowtown ستكون "وصمة عار إلى الأبد" نتيجة ارتباطها بجرائم القتل. بعد ما علموا بأمر الجثث في سنوتاون، سرعان ما باحث المجتمع تغيير الاسم إلى "روزتاون"، ولكن لم يتم اتخاذ أي إجراءات أخرى. اعتبارًا من 2012 ، أحد المتاجر في سنوتاون كان يبيع الهدايا التذكارية لجرائم القتل " يستغل سمعة سنوتاون سيئة السمعة.
المنزل الذي في سالزبوري الشمالية حيث عاش به ملاكه ودفنت جثثهم، هدم من قبل مالكه، صندوق الإسكان في جنوب أستراليا. أما بالنسبة للمنزل الذي في Murray Bridge. الذي يتكون المنزل من أربع غرف نوم، في مزاد علني في فبراير 2012، طرح للبيع من قبل البنك لكنه وصل فحسب إلى نصف سعره البالغ 200000 دولار. بعد عقد منزل مفتوح جمع 700 دولار للأعمال الخيرية من خلال فرض رسوم دخول، تم بيع العقار في وقت لاحق من ذلك العام في 27 سبتمبر مقابل ما يزيد قليلاً عن 185000 دولار مع نية الملاك الجدد العيش في المنزل أثناء إدارة عمل من البنك. وسيتم تركيب لوحة تخليدا لذكرى الضحايا.

## في وسائل الإعلام

### فيلم
سنوتاون ، الذي أيضا يطلق باسم The Snowtown Murders ، فيلم روائي طويل يعتمد على حياة جون بانتنج، أصدر في أستراليا في 19 مايو 2011.

### موسيقى
كتب الممثل الكوميدي الأسترالي إيدي بيرفكت أغنية ترويجية لـ "Snowtown the Musical" كان الغرض عرضها في حفل توزيع جوائز Inside Film 2011 الذي كان يستضيفه. ولكن لم تبث الأغنية.

### كتب
تشمل الكتب التي تتناول بالتفصيل الجرائم ما يلي:
- مارشال، ديبي: القتل من أجل المتعة: القصة النهائية لجرائم القتل المتسلسلة في سنوتاون ،(ردمك 1-7405-1248-0)
- سوزان ميتشل: كل الأشياء براقة وجميلة: جريمة قتل في مدينة النور ،(ردمك 1-4050-3610-9)
- أندرو ماكغاري: جرائم القتل في سنوتاون: القصة الحقيقية وراء الجثث في عمليات القتل بالبراميل ،(ردمك 0-7333-1482-1)
- بودني، جيريمي: Snowtown: The Bodies in Barrels Murders: The Grisly Story of Australia's Serial Killings ،(ردمك 0-7322-6716-1)
- كاوثورن، نايجل: كتاب الماموث لـ CSI الجديد: 31 تحقيقًا جديدًا في مسرح الجريمة الواقعية ،(ردمك 1-7803-3534-2)

### الأفلام الوثائقية
- الجرائم التي هزت أستراليا - السلسلة 3 - الحلقة 1: "Snowtown: The Bodies in the Barrels Murders" - تم بثه في 18 فبراير 2018.
- تحقيقات جنائية أستراليا - السلسلة 1 - الحلقة 9: "Snowtown: Bodies in the Barrels" - تم بثه عام 2005
- Casefile True Crime Podcast - "Case 19: Snowtown" - 14 مايو 2016
- مدينة الشر - مسلسل 1 الحلقة 2 - بثت في 16 سبتمبر 2018

## {مراجع}
1. 1 2 3 4  Newton، Michael (1 يناير 2006). The Encyclopedia of Serial Killers. Infobase Publishing. 242–244. ISBN:9780816069873. مؤرشف من الأصل في 2022-04-17. اطلع عليه بتاريخ 2014-03-14.
2. 1 2 3 4 5  Debelle، Penelope (9 سبتمبر 2003). "Sadists get life". ذي إيج. Melbourne. مؤرشف من الأصل في 2017-12-23. اطلع عليه بتاريخ 2014-01-11.
3. 1 2 3 4  "Bodies-in-barrels trial not over". سيدني مورنينغ هيرالد. AAP [الإنجليزية]. 19 ديسمبر 2004. مؤرشف من الأصل في 2017-06-14. اطلع عليه بتاريخ 2014-01-11.
4. ↑  Hull، Tony (8 سبتمبر 2003). "Snowtown killers likely to die in jail". Lateline. هيئة البث الأسترالية. مؤرشف من الأصل في 2016-07-31. اطلع عليه بتاريخ 2014-01-11.
5. 1 2 3 4  "Snowtown killers 'cooked victim's flesh'". ABC News. Australia. 19 سبتمبر 2005. مؤرشف من الأصل في 2021-03-01. اطلع عليه بتاريخ 2014-01-11.
6. ↑  "Final Snowtown murder charge dropped". ABC News. Australia. 7 مايو 2007. مؤرشف من الأصل في 2021-04-14. اطلع عليه بتاريخ 2015-08-08.
7. ↑  Coogan, Michael (28 يوليو 2016). "Brian Martin QC: Meet the man who will head the NT youth detention royal commission". ABC News. Australia. مؤرشف من الأصل في 2017-03-26. اطلع عليه بتاريخ 2016-07-29.
8. ↑  "Snowtown suppression orders lifted for film". News.com.au. AAP [الإنجليزية]. 20 يناير 2011. مؤرشف من الأصل في 2016-11-29. اطلع عليه بتاريخ 2015-08-08.
9. 1 2 3 4 5 6 7 8 9 10 11 12  "R v BUNTING & OTHERS (NO 3) No. SCCRM-01-205 [2003] SASC 251". Supreme Court of South Australia. 29 أكتوبر 2003. مؤرشف من الأصل في 2022-05-26. اطلع عليه بتاريخ 2018-12-08.
10. ↑  "Snowtown Murders - Bodies in the Barrels". Aussie Criminals and Crooks. 25 أبريل 2012. مؤرشف من الأصل في 2019-07-07. اطلع عليه بتاريخ 2018-12-08.
11. ↑  Keane, Daniel; Martin, Patrick (20 May 2019). "Living in the shadow of one of Australia's worst serial killings". ABC News (بAustralian English). Archived from the original on 2020-01-18. Retrieved 2021-11-27.
12. ↑  "Chamber of horrors". سيدني مورنينغ هيرالد. 9 سبتمبر 2003. مؤرشف من الأصل في 2021-05-15. اطلع عليه بتاريخ 2018-12-08.
13. ↑  Heckel، Jessica؛ Drum، Tracy؛ Gravitt، Karoline (26 نوفمبر 2008). "John Justin Bunting" (PDF). Dept of Psychology, Radford University, Va. مؤرشف من الأصل (PDF) في 2021-01-21. اطلع عليه بتاريخ 2014-03-14.
14. 1 2 3  Debelle، Penelope (9 سبتمبر 2003). "Gruesome trail of killing". ذي إيج. Melbourne. مؤرشف من الأصل في 2018-01-21. اطلع عليه بتاريخ 2014-03-14.
15. 1 2 3  Snowtown: Living with a death penalty ذي إيج 7 May 2011 نسخة محفوظة 20 سبتمبر 2018 على موقع واي باك مشين.
16. ↑  Kennett، Heather (15 يوليو 2012). "Tourists snap up souvenirs of Snowtown's past". The Advertiser  [لغات أخرى]‏. مؤرشف من الأصل في 2016-03-15. اطلع عليه بتاريخ 2015-08-08.{{استشهاد بخبر}}:  صيانة الاستشهاد: علامات ترقيم زائدة (link)
17. ↑  "If walls could talk". The Australian. 30 يونيو 2012. مؤرشف من الأصل في 2019-08-12. اطلع عليه بتاريخ 2015-08-08.
18. ↑  Noonan، Amy (29 أغسطس 2012). "Snowtown bank sells for more than $185,000". The Advertiser. مؤرشف من الأصل في 2014-09-14. اطلع عليه بتاريخ 2015-08-08.
19. ↑  "Snowtown bank sold". The Age. 29 سبتمبر 2012. مؤرشف من الأصل في 2020-08-03. اطلع عليه بتاريخ 2015-08-08.
20. ↑  Snowtown (2011) at قاعدة بيانات الأفلام على الإنترنت, 18 November 2011
21. ↑  Snowtown the Musical, 10 April 2017 نسخة محفوظة 11 أبريل 2017 على موقع واي باك مشين.